# Derek Minter
Derek Minter (Littlebourne, 27 aprile 1932 – 2 gennaio 2015) è stato un pilota motociclistico britannico.

## Carriera
Nato in un villaggio nei pressi di Canterbury, la sua carriera nel motociclismo ebbe inizio negli anni cinquanta in competizioni locali britanniche con le prime presenze in gare internazionali che sono state registrate nel Manx Grand Prix; dal 1957 si registrano invece i suoi primi risultati positivi nel motomondiale, alla guida di una Norton.
Le sue presenze nel campionato mondiale sono poi continuate fino al 1967, spaziando tra le varie classi, dalla Classe 125 alla 500. Nella sua carriera ha vinto 1 gran premio nel 1962 della classe 250, in occasione del Tourist Trophy, gara a cui ha preso parte numerose volte, ottenendo diversi piazzamenti a punti. Ha ottenuto anche altri sette piazzamenti sul podio, per la maggior parte in 500.
Nel suo palmarès anche alcuni titoli nazionali britannici e la vittoria nella North West 200 del 1960; in suo onore una parte del Circuito di Brands Hatch è chiamata Derek Minter Straight.
Derek Minter muore venerdì 2 gennaio 2015, all'età di 82 anni.

## Risultati nel motomondiale

### Classe 125
| 1959 | Classe | Moto |    |  |   |   |   |   |   |   |  |  |  | Punti | Pos. |
| ---- | ------ | ---- | -- |  | - | - | - | - | - | - |  |  |  | ----- | ---- |
| 1959 | 125    | MZ   | NE |  | - | 5 | 4 | - | - | 4 |  |  |  | 8     | 7º   |

| 1962 | Classe | Moto  |   |   |   |   |   |   |   |   |   |   |   | Punti | Pos. |
| ---- | ------ | ----- | - | - | - | - | - | - | - | - | - | - | - | ----- | ---- |
| 1962 | 125    | Honda | - | - | 4 | - | - | - | - | - | - | - | - | 3     | 16º  |

| Legenda | 1º posto        | 2º posto            | 3º posto            | A punti      | Senza punti        | Grassetto – Pole position Corsivo – Giro più veloce |
| Legenda | Gara non valida | Non qual./Non part. | Ritirato/Non class. | Squalificato | '-' Dato non disp. | Grassetto – Pole position Corsivo – Giro più veloce |

### Classe 250
| 1959 | Classe | Moto              |    |     |   |   |    |   |   |   |  |  |  |  |  | Punti | Pos. |
| ---- | ------ | ----------------- | -- | --- | - | - | -- | - | - | - |  |  |  |  |  | ----- | ---- |
| 1959 | 250    | REG e Moto Morini | NE | Rit | - | 3 | NE | - | - | 4 |  |  |  |  |  | 7     | 7º   |

| 1962 | Classe | Moto  |   |   |   |   |   |   |   |   |   |    |   |  |  | Punti | Pos. |
| ---- | ------ | ----- | - | - | - | - | - | - | - | - | - | -- | - |  |  | ----- | ---- |
| 1962 | 250    | Honda | - | - | 1 | - | - | - | - | - | - | NE | - |  |  | 8     | 6º   |

| 1963 | Classe | Moto    |   |   |    |  |   |   |   |   |    |     |   |   |  | Punti | Pos. |
| ---- | ------ | ------- | - | - | -- |  | - | - | - | - | -- | --- | - | - |  | ----- | ---- |
| 1963 | 250    | Benelli | - | - | AN |  | - | - | - | - | NE | Rit | - | - |  | 0     |      |

| 1965 | Classe | Moto   |   |   |  |   |   |   |   |   |   |   |   |   |   | Punti | Pos. |
| ---- | ------ | ------ | - | - |  | - | - | - | - | - | - | - | - | - | - | ----- | ---- |
| 1965 | 250    | Cotton | - | - |  | - | 9 | - | - | - | - | - | - | - | - | 0     |      |

| 1966 | Classe | Moto   |     |   |   |   |   |   |   |   |   |   |   |   |  | Punti | Pos. |
| ---- | ------ | ------ | --- | - | - | - | - | - | - | - | - | - | - | - |  | ----- | ---- |
| 1966 | 250    | Cotton | Rit | - | - | - | - | - | - | - | - | - | - | - |  | 0     |      |

| Legenda | 1º posto        | 2º posto            | 3º posto            | A punti      | Senza punti        | Grassetto – Pole position Corsivo – Giro più veloce |
| Legenda | Gara non valida | Non qual./Non part. | Ritirato/Non class. | Squalificato | '-' Dato non disp. | Grassetto – Pole position Corsivo – Giro più veloce |

### Classe 350
| 1958 | Classe | Moto   |   |   |   |   |   |   |   |  |  |  |  |  |  | Punti | Pos. |
| ---- | ------ | ------ | - | - | - | - | - | - | - |  |  |  |  |  |  | ----- | ---- |
| 1958 | 350    | Norton | - | 4 | 4 | - | - | 6 | - |  |  |  |  |  |  | 7     | 8º   |

| 1960 | Classe | Moto   |   |   |   |    |    |   |   |  |  |  |  |  |  | Punti | Pos. |
| ---- | ------ | ------ | - | - | - | -- | -- | - | - |  |  |  |  |  |  | ----- | ---- |
| 1960 | 350    | Norton | - | 4 | - | NE | NE | - | - |  |  |  |  |  |  | 3     | 11º  |

| 1961 | Classe | Moto   |    |   |    |   |   |    |   |   |   |   |    |  |  | Punti | Pos. |
| ---- | ------ | ------ | -- | - | -- | - | - | -- | - | - | - | - | -- |  |  | ----- | ---- |
| 1961 | 350    | Norton | NE | - | NE | 4 | - | NE | - | - | - | - | NE |  |  | 3     | 13º  |

| 1962 | Classe | Moto   |    |    |   |   |    |    |   |   |   |   |    |  |  | Punti | Pos. |
| ---- | ------ | ------ | -- | -- | - | - | -- | -- | - | - | - | - | -- |  |  | ----- | ---- |
| 1962 | 350    | Norton | NE | NE | - | 5 | NE | NE | - | - | - | - | NE |  |  | 2     | 12º  |

| 1964 | Classe | Moto   |    |    |    |   |   |    |   |   |   |   |   |   |  | Punti | Pos. |
| ---- | ------ | ------ | -- | -- | -- | - | - | -- | - | - | - | - | - | - |  | ----- | ---- |
| 1964 | 350    | Norton | NE | NE | NE | 4 | 6 | NE | - | - | - | - | - | - |  | 4     | 12º  |

| 1967 | Classe | Moto   |    |   |    |   |    |    |   |   |    |   |   |    |  | Punti | Pos. |
| ---- | ------ | ------ | -- | - | -- | - | -- | -- | - | - | -- | - | - | -- |  | ----- | ---- |
| 1967 | 350    | Norton | NE | - | NE | - | 15 | NE | - | - | NE | - | - | NE |  | 0     |      |

| Legenda | 1º posto        | 2º posto            | 3º posto            | A punti      | Senza punti        | Grassetto – Pole position Corsivo – Giro più veloce |
| Legenda | Gara non valida | Non qual./Non part. | Ritirato/Non class. | Squalificato | '-' Dato non disp. | Grassetto – Pole position Corsivo – Giro più veloce |

### Classe 500
| 1957 | Classe | Moto   |  |    |   |   |  |  |  |  |  |  |  |  |  | Punti | Pos. |
| ---- | ------ | ------ |  | -- | - | - |  |  |  |  |  |  |  |  |  | ----- | ---- |
| 1957 | 500    | Norton |  | 16 | 9 | 4 |  |  |  |  |  |  |  |  |  | 3     | 12º  |

| 1958 | Classe | Moto   |   |   |  |  |  |   |  |  |  |  |  |  |  | Punti | Pos. |
| ---- | ------ | ------ | - | - |  |  |  | - |  |  |  |  |  |  |  | ----- | ---- |
| 1958 | 500    | Norton | 4 | 3 |  |  |  | 4 |  |  |  |  |  |  |  | 10    | 5º   |

| 1959 | Classe | Moto   |  |     |  |     |    |    |  |  |  |  |  |  |  | Punti | Pos. |
| ---- | ------ | ------ |  | --- |  | --- | -- | -- |  |  |  |  |  |  |  | ----- | ---- |
| 1959 | 500    | Norton |  | Rit |  | Rit | 10 | NE |  |  |  |  |  |  |  | 0     |      |

| 1962 | Classe | Moto   |    |    |     |   |  |    |     |  |  |  |  |  |  | Punti | Pos. |
| ---- | ------ | ------ | -- | -- | --- | - |  | -- | --- |  |  |  |  |  |  | ----- | ---- |
| 1962 | 500    | Norton | NE | NE | Rit | 2 |  | NE | Rit |  |  |  |  |  |  | 6     | 10º  |

| 1963 | Classe | Moto   |    |    |    |  |  |  |   |   |  |     |  |    |  | Punti | Pos. |
| ---- | ------ | ------ | -- | -- | -- |  |  |  | - | - |  | --- |  | -- |  | ----- | ---- |
| 1963 | 500    | Gilera | NE | NE | NE |  |  |  | 3 | 2 |  | Rit |  | NE |  | 10    | 7º   |

| 1964 | Classe | Moto   |  |    |    |   |     |  |  |  |  |  |  |    |  | Punti | Pos. |
| ---- | ------ | ------ |  | -- | -- | - | --- |  |  |  |  |  |  | -- |  | ----- | ---- |
| 1964 | 500    | Norton |  | NE | NE | 2 | Rit |  |  |  |  |  |  | NE |  | 6     | 8º   |

| 1965 | Classe | Moto   |  |  |    |    |     |     |   |  |  |  |  |  |    | Punti | Pos. |
| ---- | ------ | ------ |  |  | -- | -- | --- | --- | - |  |  |  |  |  | -- | ----- | ---- |
| 1965 | 500    | Norton |  |  | NE | NE | Rit | Rit | 3 |  |  |  |  |  | NE | 4     | 11º  |

| 1966 | Classe | Moto   |    |     |    |  |  |  |  |  |  |  |  |    |  | Punti | Pos. |
| ---- | ------ | ------ | -- | --- | -- |  |  |  |  |  |  |  |  | -- |  | ----- | ---- |
| 1966 | 500    | Seeley | NE | Rit | NE |  |  |  |  |  |  |  |  | NE |  | 0     |      |

| 1967 | Classe | Moto   |    |     |    |  |   |   |  |  |  |  |  |  |    | Punti | Pos. |
| ---- | ------ | ------ | -- | --- | -- |  | - | - |  |  |  |  |  |  | -- | ----- | ---- |
| 1967 | 500    | Norton | NE | Rit | NE |  | 7 | 6 |  |  |  |  |  |  | NE | 1     | 22º  |

| Legenda | 1º posto        | 2º posto            | 3º posto            | A punti      | Senza punti        | Grassetto – Pole position Corsivo – Giro più veloce |
| Legenda | Gara non valida | Non qual./Non part. | Ritirato/Non class. | Squalificato | '-' Dato non disp. | Grassetto – Pole position Corsivo – Giro più veloce |